# Day One (2015)
Day One ist ein US-amerikanischer Kurzfilm von Henry Hughes. Er erzählt von einer Dolmetscherin, die nach einem Zwischenfall bei ihrem ersten Einsatz in Afghanistan einer Einheimischen Geburtshilfe leisten muss. Der Film wurde 2015 auf zahlreichen Filmfestivals in den USA gezeigt und erhielt eine Nominierung als bester Kurzfilm für die Oscarverleihung 2016.

## Handlung
Bei ihrem ersten Einsatz in Afghanistan wird die junge Frau Feda Teil einer Einsatzgruppe, die einen Bombenleger verhaften soll. Bei dem 10 Kilometer langen Marsch gerät sie in der gebirgigen Region an ihre Grenzen. Als sie bei einer Pause ihr Geschäft verrichtet, passiert ein Motorrad die Gruppe. Es kommt zur Detonation, bei der allerdings niemand verletzt wird.
Im Dorf stellen sie schließlich den Verdächtigen. Im Handgemenge kommt dessen schwangere Frau zu Fall, wobei die Fruchtblase platzt. Feda untersucht sie und entdeckt, dass bereits der Arm des Ungeborenen herausschaut. Es hat keinen Puls, sodass der anwesende Dr. Nasir empfiehlt, das Baby herauszuschneiden, da sonst die Mutter in Lebensgefahr gerät. Kurz bevor Feda zum Schnitt ansetzt, bewegt sich das Kind. Sie entbinden, jedoch stirbt die Mutter kurz darauf an ihren starken Blutungen. Der mutmaßliche Attentäter wird daraufhin festgenommen. Er übergibt Feda das Kind mit der Bitte, gut darauf zu achten.

## Kritik
Jennie Kermode von Eye for Film bezeichnet Day One als „intensiven, viszeralen Film mit unverbrauchten Leistungen der Hauptdarsteller“. Kritisiert wurde mitunter die politische Positionierung des Films, der die US-Amerikaner als Helden darstellt, während die Afghanen alles Leid auf sich nehmen würden. Alizada würde dies in der Rolle der Feda allerdings etwas entschärfen und Platz für Zweifel lassen. Unabhängig vom politischen Aspekt sei Day One jedoch ein „beeindruckend gut gemachter Film“.

## Auszeichnungen
Der Film erhielt neben der Oscarnominierung zwei Emmys bei den 2015 College Television Awards, zum einen den Directing Award (Special Juried Award) und zum anderen den ersten Preis als bestes Drama. Des Weiteren erhielt er den LA Student Film Award bei den British Academy Film Awards 2015 und konkurrierte bei der Camerimage 2015 um den Golden Tadpole in der Student Etudes Competition. Von der Casting Society of America erhielt Becky Silverman eine Nominierung in der Kategorie Outstanding Achievement in Casting – Short Film. Beim Stony Brook Film Festival gewann Day One zudem den Jurypreis als bester Kurzfilm.